# Look Sharp!
Look Sharp! é o segundo álbum de estúdio da dupla sueca de pop rock Roxette, lançado em 19 de outubro de 1988, pela EMI.
Deste disco saíram os singles "The Look" e  "Listen to Your Heart", que chegaram ao topo da Billboard Hot 100, "Chances", "Dressed for Success", e "Dangerous". Foi certificado como álbum de platina nos Estados Unidos pela RIAA.
Com batidas mais amadurecidas em relação ao primeiro álbum (Pears of passion), este foi o primeiro álbum de sucesso internacional da dupla, e vendeu mais de 10 milhões de cópias em todo o mundo.

## Faixas

### Lado A
1. "The Look" (Per Gessle) - 3:56
2. "Dressed for Success" (Gessle) - 4:11
3. "Sleeping Single" (Gessle) - 4:39
4. "Paint" (Gessle) - 3:29
5. "Dance Away" (Marie Fredriksson, Gessle) - 3:25
6. "Cry" (Fredriksson, Gessle) - 5:05

### Lado B
1. "Chances" (Gessle) - 4:07
2. "Dangerous" (Gessle) - 3:48
3. "Half a Woman, Half a Shadow" (Fredriksson, Gessle) - 3:33
4. "View From a Hill" (Gessle) - 3:39
5. "Shadow of a Doubt" (Fredriksson, Gessle) - 4:13
6. "Listen to Your Heart" (Fredriksson, Mats MP Persson) - 5:27

### CD
1. The Look
2. Dressed For Success
3. Sleeping Single
4. Paint
5. Dance Away
6. Cry
7. Chances
8. Dangerous
9. Half A Woman, Half A Shadow
10. View From A Hill
11. (I Could Never)Give You Up
12. Shadow Of A Doubt
13. Listen to Your Heart

Faixas Bônus na versão 2009 Remastered
- The Voice
- One Is Such A Lonely Number (Demo, 09.87)
- Don't Believe In Accidents (Tits & Ass demo, Spring '88)

Faixas Bônus na versão 2009 Remastered apenas no iTunes
- Cry [Tits & Ass Demo, 02.88]
- Dressed For Sucess [Single Version/USA Single remix/Chris Lord-Alge Remix]
- Listen To Your Heart [USA Single Remix]
- Surrender [Live Norrköping, 16.12.88]
- Neverending Love [Live Norrköping, 16.12.88]

Faixas Bônus na versão 30th Anniversary Edition
- The Look (T&A Demo - Mar 30, 1988)
- Dressed For Success (T&A Demo - May 20, 1987)
- Dressed For Success (EMI Demo - May 26-30, 1987)
- Sleeping Single (T&A Demo - May 22, 1987)
- Sleeping Single (EMI Demo - May 26-30, 1987)
- Paint (T&A Demo - April 28, 1988)
- Dance Away (T&A Demo - Feb 9, 1988)
- Cry (T&A Demo - Feb 9, 1988)
- Chances (T&A Demo - Nov 24, 1987)
- Dangerous (Acoustic Version) (T&A Demo - Feb 25, 1987)
- Dangerous (EMI Demo - Sep 26-30, 1987)
- View From A Hill (T&A Demo - Nov 17, 1987)
- (I Could Never) Give You Up (T&A Demo - Dec 18, 1987)
- Shadow Of A Doubt (T&A Demo - Feb 9, 1988)
- Listen To Your Heart (T&A Demo - May 9, 1988)
- From Head To Toe (T&A Demo - May 26-30, 1987)
- Never Is A Long Time (T&A Demo - May 26-30, 1987)
- The Voice (B-side Dressed For Success-single)
- One Is Such A Lonely Number (B-side The Big L-single)
- Don't Believe In Accidents (B-side Run To You-single)

## Singles
- The Look
- Dressed for Success
- Chances
- Dangerous
- Listen to Your Heart

## Créditos
- Per Gessle and Marie Fredriksson - Vocais
- Pelle Alsing - Bateria
- Anders Herrlin - Baixo
- Erik Häusler - Saxofone
- Jonas Isacsson - Guitarra